# Bremond, Texas
Bremond là một thành phố thuộc quận Robertson, tiểu bang Texas, Hoa Kỳ. Năm 2010, dân số của xã này là 929 người.

## Dân số
- Dân số năm 2000: 876 người.
- Dân số năm 2010: 929 người.